# Цецилія Бутсі
Цецилія Бутсі (16 грудня 1924, Таїланд — 26 грудня 1940, Сонгхон, провінція Мукдахан, Таїланд) — блаженна Римо-католицької церкви, мучениця.

## Життєпис
Цецилія Бутсі народилася 16 грудня 1924 року в католицькій родині. У 1926 році у 2-річному віці дівчинку охрестили.
У 1940–1944 роках Таїланд знаходився у стані війни з французьким Індокитаєм. 25 грудня 1940 року місцева поліція заарештувала Цецилію Бутсі та звинуватила її в шпигунстві на користь Франції. Водночас із офіційними підозрами, поліцейські вимагали від неї відректися від християнства.
26 грудня вона (разом з іншими шістьма заарештованими католиками) була розстріляна.

## Прославлення
22 грудня 1989 року Римський папа Іван Павло II зарахував Цецилію Бутсі до сану блаженних у складі групи із семи таїландських мучеників.
День пам'яті Цецилії в Католицькій Церкві — 16 грудня.